# Luiziânia
Luiziânia este un oraș în São Paulo (SP), Brazilia.